# Oeax obtusicollis
Oeax obtusicollis är en skalbaggsart som beskrevs av Stefan von Breuning 1939. Oeax obtusicollis ingår i släktet Oeax och familjen långhorningar.
Artens utbredningsområde är Senegal. Inga underarter finns listade i Catalogue of Life.